# Le Trait
Pour la revue, voir Pierre Pinatel
Le Trait est une commune française située dans le département de la Seine-Maritime en région Normandie.

## Géographie

### Localisation
La commune se trouve sur la rive droite de la Seine, en bordure de la forêt domaniale du Trait-Maulévrier. Elle fait partie de la Métropole Rouen Normandie.
| Notre-Dame-de-Bliquetuit                                       | Rives-en-Seine | Sainte-Marguerite-sur-Duclair |
| La Mailleraye-sur-Seine (Commune nouvelle d’Arelaune-en-Seine) | Trait          | Duclair                       |
| Heurteauville                                                  | Yainville      |                               |

### Hydrographie
La commune est située dans le bassin Seine-Normandie. Elle est drainée par la Seine,.
La Seine, qui prend sa source à Source-Seine, en Côte-d'Or, sur le plateau de Langres, traverse le département avec de larges méandres sur son flanc sud et se jette dans la Manche entre Le Havre et Honfleur. 
Cinq plans d'eau complètent le réseau hydrographique : Claire Mare (0,01 ha), la gravière de la Hazaie (0,47 ha), la mare aux Loups (0,01 ha), la mare Catelière (0,09 ha) et l'étang Jean Agnès (0,54 ha),.

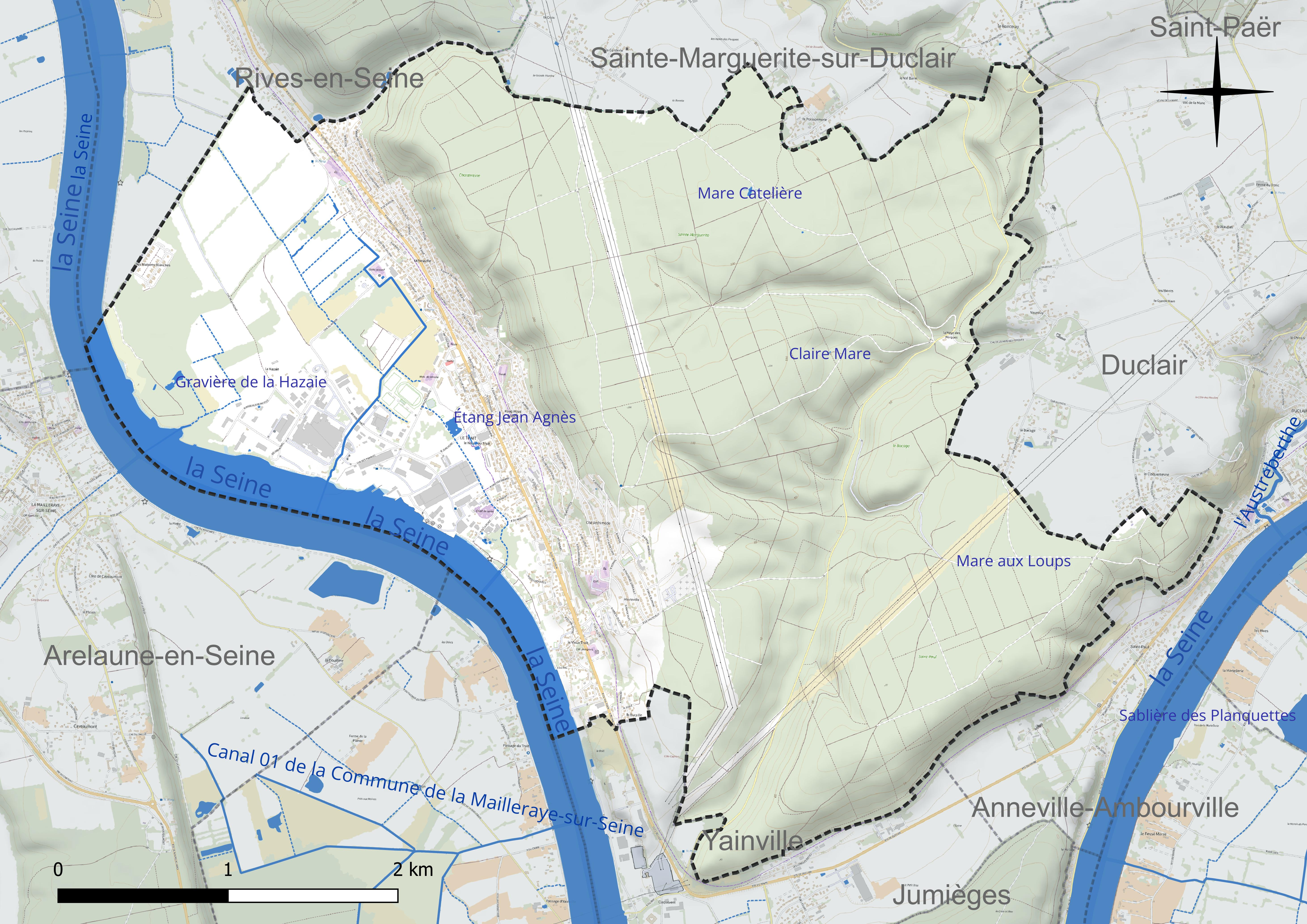
Réseau hydrographique du Trait.

### Climat
Pour des articles plus généraux, voir Climat de la Normandie et Climat de la Seine-Maritime.
En 2010, le climat de la commune est de type climat océanique altéré, selon une étude du CNRS s'appuyant sur une série de données couvrant la période 1971-2000. En 2020, Météo-France publie une typologie des climats de la France métropolitaine dans laquelle la commune est exposée à un climat océanique et est dans la région climatique Côtes de la Manche orientale, caractérisée par un faible ensoleillement (1 550 h/an) ; forte humidité de l’air (plus de 20 h/jour avec humidité relative > 80 % en hiver), vents forts fréquents. Parallèlement le GIEC normand, un groupe régional d’experts sur le climat, différencie quant à lui, dans une étude de 2020, trois grands types de climats pour la région Normandie, nuancés à une échelle plus fine par les facteurs géographiques locaux. La commune est, selon ce zonage, exposée à un « climat contrasté des collines », correspondant au Pays d’Auge, Lieuvin et Roumois, moins directement soumis aux flux océaniques et connaissant toutefois des précipitations assez marquées en raison des reliefs collinaires qui favorisent leur formation.
Pour la période 1971-2000, la température annuelle moyenne est de 10,8 °C, avec une amplitude thermique annuelle de 13,1 °C. Le cumul annuel moyen de précipitations est de 870 mm, avec 12,6 jours de précipitations en janvier et 8,4 jours en juillet. Pour la période 1991-2020, la température moyenne annuelle observée sur la station météorologique la plus proche, située sur la commune de Jumièges à 6 km à vol d'oiseau, est de 12,2 °C et le cumul annuel moyen de précipitations est de 843,5 mm,. Pour l'avenir, les paramètres climatiques de la commune estimés pour 2050 selon différents scénarios d’émission de gaz à effet de serre sont consultables sur un site dédié publié par Météo-France en novembre 2022.

### Milieux naturels et biodiversité
Le Trait fait partie  du Parc naturel régional des Boucles de la Seine normande.

## Urbanisme

### Typologie
Au 1er janvier 2024, Le Trait est catégorisée bourg rural, selon la nouvelle grille communale de densité à sept niveaux définie par l'Insee en 2022.
Elle appartient à l'unité urbaine de Le Trait, une unité urbaine monocommunale constituant une ville isolée,. Par ailleurs la commune fait partie de l'aire d'attraction de Rouen, dont elle est une commune de la couronne,. Cette aire, qui regroupe 317 communes, est catégorisée dans les aires de 200 000 à moins de 700 000 habitants,.

### Occupation des sols
L'occupation des sols de la commune, telle qu'elle ressort de la base de données européenne d’occupation biophysique des sols Corine Land Cover (CLC), est marquée par l'importance des forêts et milieux semi-naturels (63,4 % en 2018), une proportion sensiblement équivalente à celle de 1990 (63,1 %). La répartition détaillée en 2018 est la suivante : 
forêts (59,9 %), zones urbanisées (10,3 %), prairies (10,3 %), zones industrielles ou commerciales et réseaux de communication (6,1 %), eaux continentales (4,5 %), milieux à végétation arbustive et/ou herbacée (3,5 %), zones agricoles hétérogènes (3,1 %), terres arables (2,2 %). L'évolution de l’occupation des sols de la commune et de ses infrastructures peut être observée sur les différentes représentations cartographiques du territoire : la carte de Cassini (XVIIIe siècle), la carte d'état-major (1820-1866) et les cartes ou photos aériennes de l'IGN pour la période actuelle (1950 à aujourd'hui).

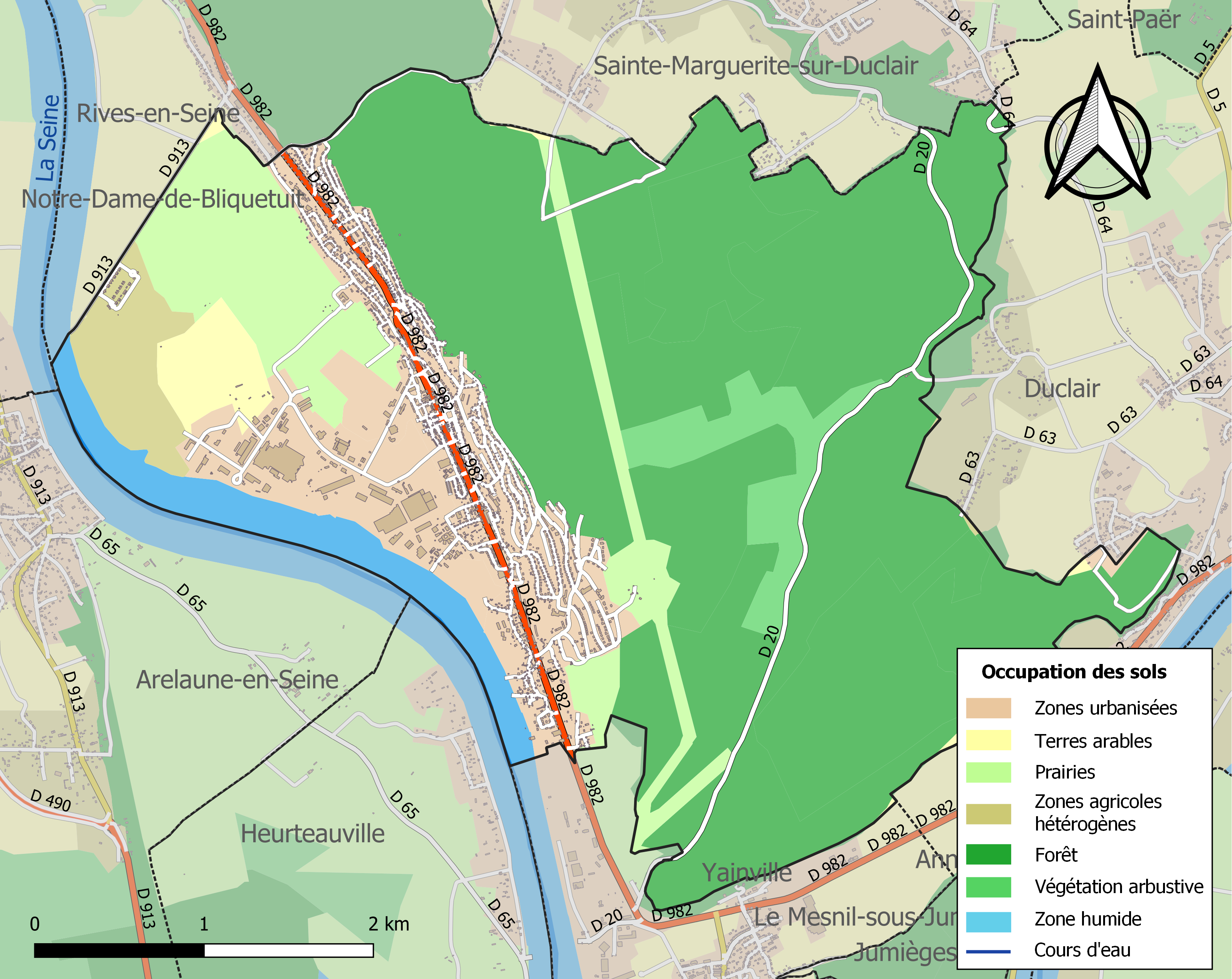
Carte des infrastructures et de l'occupation des sols de la commune en 2018 (CLC).

### Voies de communication et transports
Le Trait est reliée à Rouen et au Havre par la route départementale 982.
Le pont le plus proche permettant de traverser la Seine est le pont de Brotonne à Caudebec-en-Caux.
Le bac le plus proche est celui de Yainville mais il existe aussi celui de Duclair.
Une ligne de bus fait la liaison sur la ligne Caudebec en caux (Rives en Seine)-Rouen ou Le trait-Rouen.
Il existe une solution de transport à la demande afin de pouvoir se déplacer dans les communes alentour.

## Toponymie
Le nom de la localité est attesté sous les formes Ecclesia parrochialis de Tractu et Yenvilla ou Ecclesia de Yeinvilla et Tractu en 1462; Le Trait Yainville en 1648, 1704, et 1715; Le Trait en 1757.
La paroisse était ordinairement appelée Le Trait Yainville. Au point de vue civil cependant, le Trait dépendait de Caudebec et Yainville de Rouen. En 1790, elles forment deux communes du district de Caudebec-Yvetot.
François de Beaurepaire suggère d'expliquer ce toponyme par le latin trajectum « passage d'eau », comprendre gallo-roman *TRAECTU. La forme moderne trajet (traject XVIe siècle, le trajet [« la traversée »] d'une riviere) est un emprunt à l'italien tragetto, influencé par le latin classique trajectus de même étymologie. Le terme gallo-roman a aussi été emprunté par le germanique et on le retrouve comme appellatif toponymique sous les formes -tricht ou -trecht (Pays-Bas, Allemagne), par exemple dans Maastricht (P-B, [Ad] Treiectinsem [urbem] vers 575, Treiectensis en 634, Triecto, Triectu au VIIe siècle), Maas- désignant la Meuse, d'où le sens global de « passage d'eau sur la Meuse » ou Utrecht (Rheno Traiectum, puis Ultraiectum).

## Histoire
- Présence préhistorique attestée dans la forêt.
- Place forte au Moyen Âge, son château fort surplombant la Seine a été délaissé par ses propriétaires, les comtes de Maulévrier (titre alors appartenant à la famille du Fay), au profit d'une nouvelle demeure, le château du Taillis, à la Renaissance. Le château est toujours visible mais désormais situé sur la commune voisine de Duclair.
- Bombardement du chantier naval par des Boeing B-17 Flying Fortress le 24 août 1942 ; le 4 août et le 16 septembre 1943[22], le 25 juin, et fin août 1944[23], le chantier est à nouveau bombardé.
- En lisant le texte ci-dessous, largement inspiré du livre de Maurice Quemin, Le Trait berceau de 200 navires. Que sont-ils devenus ?, vous saurez pourquoi.

Ancien relais de poste du XVIe siècle, Le Trait, jadis village rural, a été pendant un peu plus d'un demi-siècle une cité industrielle et prospère.
Au début du XXe siècle, le modeste village d'environ 400 âmes somnole en bordure de forêt avec la Seine comme décor et seulement traversé par un passage important reliant les abbayes de Saint-Wandrille et de Jumièges.
Dès 1917, Le Trait, dont la population se compose exclusivement de laboureurs, pêcheurs ou bûcherons, va subir une transformation importante et devenir une ruche industrielle dont le nom va pendant plus de 50 ans rayonner dans le monde entier grâce à ses navires-ambassadeurs.
En effet, au cours de la Première Guerre mondiale, le ministre de la Marine marchande, redoutant la pénurie de navires, s'intéresse à la construction navale et Le Trait, compte tenu de sa position géographique, retiendra l'attention des bâtisseurs qui dès 1916 transformeront la petite commune rurale en une ville champignon.
C'est alors que commencera le recrutement de la main-d'œuvre.
De Dunkerque à Nantes en passant par Brest, arriveront des professionnels, et de nombreux étrangers polonais, tchécoslovaques, yougoslaves, italiens, etc. s'installeront au Trait y faisant souche pour la plupart.
De 1 800 habitants en 1926, la population s'accroît à 3 200 en 1936 pour atteindre plus de 6 000 habitants en 1972, date de la fermeture des chantiers navals.
Ainsi, pendant plus d'un demi-siècle les chantiers construisent 200 unités d'une très haute technicité pour la Marine marchande et la Marine nationale.
Une cité-jardin y est construite en 1917, avec des maisons de style néo-normand à colombages de ciment.
Il existait deux bacs permettant de franchir la Seine : 
- un passage piéton entre le Vieux-Trait et le lieu dit le passage du Trait à Heurteauville,
- un passage ouvert à la circulation des véhicules (y compris poids lourds[26]) entre le centre de La Mailleraye-sur-Seine et la zone industrielle au nord de la commune.

Ce dernier bac ferme en 1977 après l'ouverture du pont de Brotonne.

## Politique et administration

### Intercommunalité
La commune fait partie de la Métropole Rouen Normandie

### Liste des maires
| Période                                  | Période                    | Identité                 | Étiquette | Qualité                                                |
| ---------------------------------------- | -------------------------- | ------------------------ | --------- | ------------------------------------------------------ |
| Les données manquantes sont à compléter. |                            |                          |           |                                                        |
| 1835                                     | 1869                       | Jean-Baptiste Doucet     |           |                                                        |
| 1870                                     | 1873                       | Antoine Gustave Sécard   |           |                                                        |
| 1873                                     | 1878                       | Amédée Léon Delametterie |           |                                                        |
| 1878                                     | mai 1900                   | Adrien Boquet            |           |                                                        |
| mai 1900                                 | mai 1908                   | Alphonse Leroy           |           |                                                        |
| mai 1908                                 | décembre 1919              | Paul Aubert              |           |                                                        |
| décembre 1919                            | 1933                       | Octave Pestel            |           | Instituteur                                            |
| 1933                                     | 1941                       | Achille Dupuich          |           |                                                        |
| 1941                                     | mai 1945                   | Eugène Hardy             |           |                                                        |
| mai 1945                                 | 1974                       | Raymond Bretéché         | SFIO      | Contremaître électricien, Résistant, syndicaliste      |
| 1974                                     | mars 1977                  | René Vimbert             | DVD       | Directeur d'école                                      |
| mars 1977                                | mars 2001                  | Roland Paris             | PCF       |                                                        |
| mars 2001                                | 2014                       | Jean-Marie Aline         | DVG       | Chef-opérateur Vice-Président de la CREA (2010 → 2014) |
| 2014                                     | En cours (au 10 août 2020) | Patrick Callais          | DVG       | Électricien Réélu pour le mandat 2020-2026,            |

## Équipements et services publics

### Espaces publics
La commune est classée « trois fleurs » au Concours des villes et villages fleuris[Quand ?].

### Enseignement
La commune relève de l'académie de Normandie.
L'enseignement des élèves de la commune se fait dans les écoles primaires Pierre-et-Marie-Curie et Guy-de-Maupassant et au collège Commandant-Charcot.

## Population et société

### Démographie
L'évolution du nombre d'habitants est connue à travers les recensements de la population effectués dans la commune depuis 1793. Pour les communes de moins de 10 000 habitants, une enquête de recensement portant sur toute la population est réalisée tous les cinq ans, les populations de référence des années intermédiaires étant quant à elles estimées par interpolation ou extrapolation. Pour la commune, le premier recensement exhaustif entrant dans le cadre du nouveau dispositif a été réalisé en 2007.

En 2022, la commune comptait 4 742 habitants, en évolution de −5,73 % par rapport à 2016 (Seine-Maritime : +0,35 %, France hors Mayotte : +2,11 %).
| 1793 | 1800 | 1806 | 1821 | 1831 | 1836 | 1841 | 1846 | 1851 |
| ---- | ---- | ---- | ---- | ---- | ---- | ---- | ---- | ---- |
| 476  | 458  | 448  | 501  | 464  | 517  | 530  | 532  | 570  |

| 1856 | 1861 | 1866 | 1872 | 1876 | 1881 | 1886 | 1891 | 1896 |
| ---- | ---- | ---- | ---- | ---- | ---- | ---- | ---- | ---- |
| 543  | 536  | 522  | 465  | 504  | 445  | 466  | 498  | 460  |

| 1901 | 1906 | 1911 | 1921  | 1926  | 1931  | 1936  | 1946  | 1954  |
| ---- | ---- | ---- | ----- | ----- | ----- | ----- | ----- | ----- |
| 427  | 392  | 366  | 1 570 | 1 767 | 2 932 | 3 200 | 3 593 | 4 569 |

| 1962  | 1968  | 1975  | 1982  | 1990  | 1999  | 2006  | 2007  | 2012  |
| ----- | ----- | ----- | ----- | ----- | ----- | ----- | ----- | ----- |
| 6 407 | 6 408 | 6 321 | 5 917 | 5 485 | 5 397 | 5 217 | 5 186 | 5 239 |

| 2017  | 2022  | - | - | - | - | - | - | - |
| ----- | ----- | - | - | - | - | - | - | - |
| 4 942 | 4 742 | - | - | - | - | - | - | - |

### Cultes
Le Trait appartient à la paroisse catholique Saint-Philibert de Duclair – Boucles de Seine qui fait partie du doyenné Rouen-Ouest de l'archidiocèse de Rouen.

## Économie

### Entreprises et commerces
- Les Ateliers et chantiers de la Seine-Maritime ont été actifs de 1916 à 1972, spécialisés en construction navale. Le site a été reconverti et produit de nos jours des équipements pour la construction sous-marine pétrolière offshore sous l'égide de TechnipFMC.
- Industrie pharmaceutique (Sanofi Winthrop).
- Zone industrielle du Malaquis.

## Culture locale et patrimoine

### Lieux et monuments
- Église Saint-Nicolas[35].
- Vestiges d'un château fort[36].
- Bibliothèque.

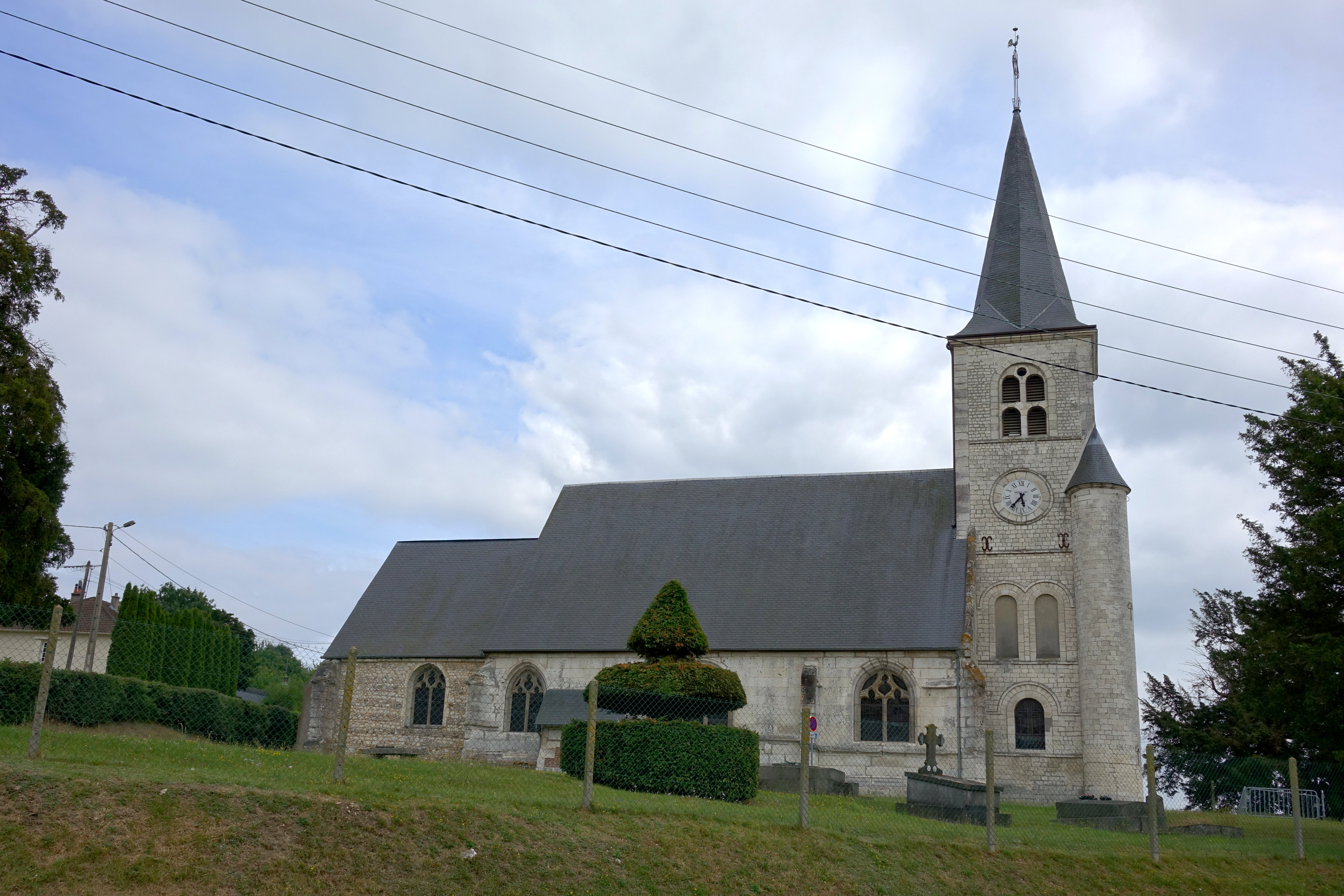
Église Saint-Nicolas.

- Conservatoire de musique et de danse à rayonnement intercommunal Georges-Couvez.
- Centre de loisirs Robert-Doisneau.
- Centre social La Zertelle.
- Urbanisation caractéristique : à l'instar des constructions du type « corons » (bassins miniers du Nord de la France), un type d'architecture cité-jardin[37] est notable sur la commune du Trait : les "maisons du chantier", qui ont progressivement remplacé les « baraquements » alors en place à la suite d'un accroissement massif de la population. Dans le quartier de la Neuville, ainsi que de part et d'autre de la voie principale, trois types d'habitations très homogènes ont été construits à l'initiative de la Société des Chantiers du Trait, essentiellement durant la première moitié du XXe siècle, à destination de ses employés. Bâties essentiellement à base de mâchefer et de style "anglo-normand", on dénombre ainsi, par zones urbaines séparées : les maisons dites « des ouvriers » (jumelées, 2 logements peu spacieux, toiture à 2 pans), "des contremaîtres" (jumelées, 4 logements plus spacieux, toiture à 4 pans), « des ingénieurs » (individuelles), des plus simples aux plus confortables. Ces ensembles forment aujourd'hui autant de quartiers pavillonnaires distincts. Architecte initial : Gustave Majou[38]
- Maison métallique " Fillod "  bénéficiant du label « Patrimoine du XXe siècle »[39].
- Monument aux morts dû à Maurice Ringot. Inscrit aux monuments historiques par arrêté du 29 juillet 2022[40].
- Chapelle Saint-Éloi.

### Patrimoine culturel
Le Trait est un lieu important dans la série audio Le Signe de l’ogre tirée du roman de Julien Lefebvre qui y a grandi.

### Personnalités liées à la commune
- Maurice Ringot (1880-1951), sculpteur, y a habité.
- François Duprat (1940-1978) y habitait.

### Héraldique
| Armes de Le Trait | Les armes de la commune du Trait se blasonnent ainsi : Taillé d’azur et d’argent au léopard brochant de l’un en l’autre. Le léopard rappelle les armes de la Normandie. |

## Pour approfondir